# 롭 카지아노
로버트 카지아노(Robert Caggiano, 1976년 11월 7일) 미국 헤비메탈 밴드 앤스랙스의 기타리스트다.